# Куйский Шар
Куйский Шар — река в России, протекает по Ненецкому автономному округу. Представляет собой рукав Печоры. Длина реки составляет 37 км.
Отделяется от Печоры у деревни Куя на высоте 0,3 м над уровнем моря. Течёт в северо-восточном направлении. По левому берегу Куйского Шара — острова Куйский, Пойловский, Крестовский, Логанец, по правому — возвышенность Хоймур. Берега заболочены. На протоке стоит посёлок Красное. Устье расположено на высоте 0,2 м над уровнем моря между островом Алексеевским и заливом Василково.

## Притоки
- 4 км: Нижняя Коржа[2] (пр)
- 7 км: Верхняя Коржа[2] (пр)
- 15 км: прот. Пойловский Шар[2] (Пойловская Печора) (лв)
- 34 км: Куя[2] (пр)

Также в протоку осуществляется сток рек Пятумбой (через озеро Сухое), Лиственничная (через безымянное озеро), Хундюг (через озеро Большой Хундюг).

## Данные водного реестра
По данным государственного водного реестра России относится к Двинско-Печорскому бассейновому округу, водохозяйственный участок реки — Печора от водомерного поста Усть-Цильма и до устья, речной подбассейн реки — бассейны притоков Печоры ниже впадения Усы. Речной бассейн реки — Печора.
Код объекта в государственном водном реестре — 03050300212003000084377.